# Philipp Fahrbach den äldre

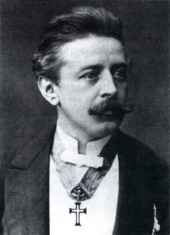
Philipp Fahrbach den äldre

Philipp Fahrbach, född 1815 i Wien, död där 1885, var en österrikisk tonsättare. Han var bror till Joseph Fahrbach och far till Philipp Fahrbach den yngre.
Fahrbach, som var elev till Joseph Lanner, komponerade danser, av vilka flera blev omtyckta även i Norden, samt några operor. 